# Lotnisko Westkapelle
Lotnisko Westkapelle – heliport położony w miejscowości Knokke-Heist, w Belgii.